# 矢野宣
矢野 宣（やの せん、1928年〈昭和3年〉2月11日 - 2010年〈平成22年〉9月17日）は、日本の俳優。所属は劇団俳優座。主に脇役として活動した。妻は女優の阿部百合子。

## 来歴・人物
福岡県出身。1956年、俳優座に入団。同年に今井正監督の『真昼の暗黒』で映画デビューし、多くの映画・テレビドラマ・演劇に出演した。特に映画『新幹線大爆破』のパニックに陥る乗客役の演技で知られるほか、伊丹十三監督作品の常連としても活躍した。1957年、日本共産党に入党し、赤旗まつりの司会も行ってきた。趣味はギター、書道、絵。
2006年、『野火』が最後の舞台演劇出演となる。
2010年9月17日、食道がんのため東京都文京区の病院で死去した。82歳没。

## 出演

### 映画
- 1956年 真昼の暗黒（現代ぷろ）- 青木昌一
- 1958年 赤い陣羽織（松竹）- 助作
- 1959年 荷車の歌（全国農村映画協会）- 三郎
- 1959年 人間の條件 第3部・第4部（松竹）- 山崎上等兵
- 1960年 武器なき斗い（大東映画） - 藤崎
- 1961年 松川事件（松川事件劇映画製作委員会）- 井口証人
- 1962年 おとし穴（ATG）- 第一副組合長・遠山
- 1962年 二人で歩いた幾春秋（松竹）- 吉田
- 1963年 風の視線（松竹）- 編集者角谷
- 1963年 白と黒（1963年、東宝）- 旅館の男
- 1964年 砂の女（勅使河原プロ）- 村人
- 1965年 獣の剣（松竹）- 荒岩（山師の長）
- 1965年 けものみち（東宝）- 小泉
- 1966年 他人の顔（東京映画）- 精神病の男
- 1966年 白昼の通り魔（創造社）- 村の世話役
- 1966年 新・事件記者 殺意の丘（東宝）- 配車係
- 1967年 座頭市牢破り（大映）- 百姓善八
- 1971年 いのちぼうにふろう（東宝）- 勝兵衛
- 1972年 サマー・ソルジャー（勅使河原プロ）
- 1972年 故郷（松竹）- 石田耕司
- 1975年 新幹線大爆破（東映）- 南
- 1975年 金環蝕（大映）- 荒井
- 1975年 球形の荒野（松竹）
- 1977年 八つ墓村（松竹）- 村人
- 1978年 帰らざる日々（日活）- 菅谷先生
- 1979年 闇の狩人（松竹）
- 1980年 震える舌（松竹）- 私立病院医師
- 1988年 マルサの女2（伊丹プロ）- 担当職員
- 1989年 利休（松竹）- 鳴海
- 1990年 あげまん（伊丹プロ）- 蛭田次長
- 1992年 ミンボーの女（伊丹プロ）- 力石執行官
- 1996年 スーパーの女（伊丹プロ）- 正直屋店長
- 1997年 マルタイの女（伊丹プロ）- 留置場の係官
- 2000年 郡上一揆 - 渡辺外記
- 2001年 赤い橋の下のぬるい水（同映画製作委員会）- ハゲ・釣りの老人

### テレビドラマ
- 1958年 雑草の歌（NTV）
  - 第24話「よろけ坂」
- 1958年 ヤシカゴールデン劇場 黒い真珠（NTV）
- 1959年 お好み日曜座ちゃん（NHK）
- 1959年 ダイヤル110番（NTV）
  - 第78話「消えた男」
- 事件記者（NHK）
  - 1959年 第25話「容疑者」- 高岡利彦
  - 1963年 第140話「ざんげ」
  - 1964年 第189話「所払い」
  - 1965年 第251話「弾道」
- テレビ劇場（NHK）
  - 1959年 姑
  - 1960年 世界で一番美しい瞳
  - 1962年 共同社会
  - 1963年 一匹
- 1960年 剣豪秘伝（NET）
  - 第4話「喪神」
- 1960年 ミステリー影 狂った欲望（MBS）
- 1960年 戦争（CX）
  - 第8話「姉」
  - 第16話「服」
- 1961年 灰色のシリーズ 第29話「山は答えず」（NHK）
- 1961年 指名手配（NET）
  - 第76話「領事館メード殺人事件」
  - 第113話・第114話「盲愛」
- 1961年 東レサンデーステージ（NTV）
  - 第44話「わが恋せし淀君」- 安村
- 1962年 東芝土曜劇場 第148話「黄色い汗」（CX）
- 文芸劇場（NHK）
  - 1962年 第19話「怒りの街」
  - 1963年 第91話「まぼろしの記」
  - 1964年 第108話「転落の詩集」
- 名作推理劇場（NET）
  - 1962年 わたしを深く埋めて
  - 1963年 睡眠保険
- 1963年 創作劇場（NHK）
  - 失楽園 - 客
  - 真実の物語
- 風雪（NHK）
  - 1964年 開化聖代 - 西洋床の親方
  - 1965年 雪の進軍 八甲田山の悲劇 - 後藤伍長
- 1964年 近鉄金曜劇場 ある逃亡者（TBS）
- 1964年 30分劇場（NTV）
  - 第2話「おんぶ」- 金山
- 東芝日曜劇場（TBS）
  - 1966年 第476話「さよならアイちゃん」
  - 1967年 第570話「子守唄由来」
  - 1969年 第641話「雪の炎」
  - 1970年 第730話「星占い」
  - 1972年 第795話「春風吹けば」
- 1966年 判決（NET）
  - 第193話「おじいちゃん」
- 1966年 七人の刑事（TBS）
  - 第240話「煙は残った」
- 1966年 ウルトラマン（TBS）
  - 第14話「真珠貝防衛指令」- 宝石店主人
- 1966年 銭形平次（CX）
  - 第11話「雨の中の男」- 佐吉
- 1966年 渥美清の泣いてたまるか（TBS）
  - 第12話「子はかすがい」
- NHK大河ドラマ（NHK）
  - 1967年 三姉妹 - 提灯亀、火消しの仁吉
  - 1969年 天と地と - 高杉玄六
  - 1971年 春の坂道 - 三浦の藤次
  - 1973年 国盗り物語 - 沼田光友
  - 1974年 勝海舟 - 同心秋田
  - 1977年 花神 - 青木群平
  - 1980年 獅子の時代 - 会津兵
  - 1982年 峠の群像 - 原惣右衛門
  - 1995年 八代将軍吉宗 - 戸田忠真
- 1967年 剣（NTV）
  - 第1話「天下一の剣豪」- 長谷川政人
  - 第7話「待ち伏せ」- 北村
- 1968年 3人家族 - 電話工事業者
- 水戸黄門（TBS）
  - 1969年 第1部
  - 1992年 第21部 第27話「父子で競う献上木曽塗り -奈良井-」- 村木屋
- 1971年 大忠臣蔵
- 1971年 軍兵衛目安箱（NET／東映）
  - 第12話「流離の町」- 弥左ヱ門
- 1971年 天皇の世紀（ABC）
  - 第2話「野火」- 醤油商主人
- 1974年 暗闇仕留人
  - 第26話「拐かされて候」- 屑伝
- 1974年 座頭市物語（CX／勝プロ）
  - 第11話「木曽路のつむじ風」
- 太陽にほえろ!（NTV）
  - 1975年 第150話「わかれ」- 沢田一郎
  - 1978年 第323話「愛は何処へ」・第324話「愛よさらば」- 旭川署刑事
- 1976年 非情のライセンス
  - 第2シリーズ 第69話「兇悪の妻の座」- 長瀬安夫
- 1977年 横溝正史シリーズ 悪魔の手毬唄（MBS）- 別所辰蔵
- 1977年 砂の器 - 映画配給会社の社員
- 1979年 鉄道公安官（ANB）
- 1979年 破れ新九郎
  - 第21話「殺しの報酬は殺し」- 弥助
- 1981年 野々村病院物語（TBS）- 川原
- 1982年 影の軍団II （KTV／東映）
  - 第20話「女風呂異変・謎の手形」- 井手右衛門
  - 第21話「妖拳!蛇皮線の女」- 井手右衛門
- 1982年 ドラマスペシャル トンガ冒険家族～サンゴ礁の島の愉快な子連れ日記（CX）[3]
- 1983年 新ハングマン（ABC）
  - 第19話「浮浪者を襲う医大教授と浮気夫人」- 尾崎博士
- 1984年 ニュードキュメンタリードラマ昭和 松本清張事件にせまる（ANB／東映）
  - 第6話「昭電疑獄 野望の設計図」
- 1985年 破獄（NHK）- 刑事
- 1988年 飢餓海峡（CX）
- 1988年 事件の女たち／父は戦争に行った（TX）
- 1988年 暴れん坊将軍III（ANB／東映）
  - 第35話「秘めた駆け落ち、涙のかんざし」- 黒木屋藤八
- 火曜サスペンス劇場（NTV）
  - 1990年「突然、夫に死なれて」- 河合圭介
  - 1992年「朝比奈周平ミステリー3 丹後路殺人事件」
- 1992年 裸の大将（KTV／東阪企画）
  - 第52話「母子くんち太鼓」- 源次
- 1996年 超光戦士シャンゼリオン
  - 第22話「幻の埋蔵金!」- 池田正之介
- 1998年 大岡越前 第15部（TBS／C.A.L） 
  - 第12話「罪を着た男」- 茂兵衛
- 2000年 はぐれ刑事純情派「安浦刑事が目撃者! 死体が歩いた!?」（ANB／東映）- 中西秀雄

### ラジオドラマ
- 1962年 吼えろ!（朝日放送）- 九州なまりの男
- 1963年 審判（文化放送）- 二等航海士

### オリジナルビデオ
- 1991年 白百合女学園洋弓部 白銀の標的

### 舞台
- 南回帰線にジャポネスの歌は弾ね
- 夜明け前
- フルサークル
- 戦争とは…
- 金子みすず物語
- 1994年 ミラノの奇跡

### 吹き替え
- 1975年 スターロスト宇宙船アーク
  - 第1シーズン 第12話「脳内移植の陰謀」- ロロフ（演：ドネリー・ロデス）
- 1975年 探偵キャノン（NHK版）
  - 第2シーズン 第21話「第７の墓標」- ルー・シェイン（演：ルー・フリィゼル）